# Amy Dumas
Amy Christine Dumas (* 14. April 1975 in Fort Lauderdale, Florida), auch bekannt unter dem Ringnamen Lita, ist eine US-amerikanische Wrestlerin und ehemalige Sängerin der Rock- und Punkband The Luchagors. Sie steht derzeit bei der WWE unter Vertrag.

## Karriere

### Anfänge / Independent
Nach ihrem Schulabschluss ging Dumas nach Florida, um in der Wrestlingschule von Dory Funk, Jr. zu trainieren. Nach Beendigung ihrer Wrestlingausbildung ging sie für rund ein Jahr nach Mexiko, um dort erste Wrestlingerfahrungen zu sammeln. Im Anschluss daran kehrte sie in die USA zurück und trat unter dem Namen Angelica in der von den späteren Hardy Boyz gegründeten Organization of Modern Extreme Grappling Arts und anderen unabhängigen Ligen auf.

### Extreme Championship Wrestling
Dort wurde Dumas von Paul Heyman entdeckt, der sie für Extreme Championship Wrestling unter Vertrag nahm. Ab Anfang 1999 trat Dumas dann regelmäßig in der ECW auf. Auch hier war sie zunächst nur Valet an der Seite von Skull Von Krush. Später begleitete Dumas Danny Doring und Roadkill zum Ring und änderte ihren Ringnamen in Miss Congeniality. Durch ihre Wrestlingausbildung konnte sie viele Stürze (Bumps) besser einstecken als Valets, die als „Quereinsteiger“ zum Wrestling kamen.

### World Wrestling Federation / World Wrestling Entertainment (seit 1999)
Im Herbst des Jahres 1999 wurde Dumas von der damaligen World Wrestling Federation unter Vertrag genommen. Dort hatte sie noch im selben Jahr als Begleiterin des Godfathers ihre ersten Auftritte vor WWF-Kameras.
Dumas’ offizielles Debüt unter dem Namen Lita erfolgte im Februar 2000, zunächst als Begleiterin von Essa Rios. Dabei wurde Dumas zumeist aus den Matches herausgehalten und durfte nur gelegentlich Aktionen zeigen. Nach kurzer Zeit machte man sie zum Valet des Tag-Teams Hardy Boyz, welches aus den Brüdern Matt und Jeff Hardy bestand. Mit ersterem war Dumas auch privat liiert.
In groß angelegten Storyline in den Jahren 2004 und 2005 hatte Dumas Beziehungen mit Kane und Adam Copeland alias Edge, die sie dem Script nach auch jeweils heiratete. Dumas und Copeland wurden auch privat ein Paar, was zu gewissen Missstimmungen führte, da Copeland Dumas Matt Hardy ausgespannt hatte. Dies wurde in Form einer Storyline zwischen Copeland und Matt Hardy in den Wrestling-Shows thematisiert. Bei einer RAW-Show im Januar 2006 kam es zu einem Skandal, als Dumas und Copeland bei einem Segment angedeuteten Live-Sex in einem im Ring aufgestellten Bett hatten. Obwohl der Sex nur durch Bewegungen unter einer Decke angedeutet war, war für einen Augenblick Dumas’ nackte Brust zu sehen.
Am 14. August 2006 durfte Dumas bei RAW Mickie James besiegen und sich damit zum dritten Mal den WWE Women’s Championship sichern. Jedoch musste sie den Titel etwa einen Monat später an Trish Stratus abgeben. Bei der Pay-per-View-Veranstaltung WWE Cyber Sunday am 5. November 2006 durfte Dumas den Titel wieder gewinnen. Im November 2006 lief ihr Vertrag mit der WWE aus und wurde nicht verlängert; im Gegensatz zu anderen Wrestlern, die mehrere Jahre für die Liga gearbeitet hatten, erhielt Dumas jedoch keinen ehrenvollen Abschied, sondern wurde lächerlich gemacht, was von anderen Wrestlern kritisiert wurde.

### Gastauftritte und WWE Tag Team Championship

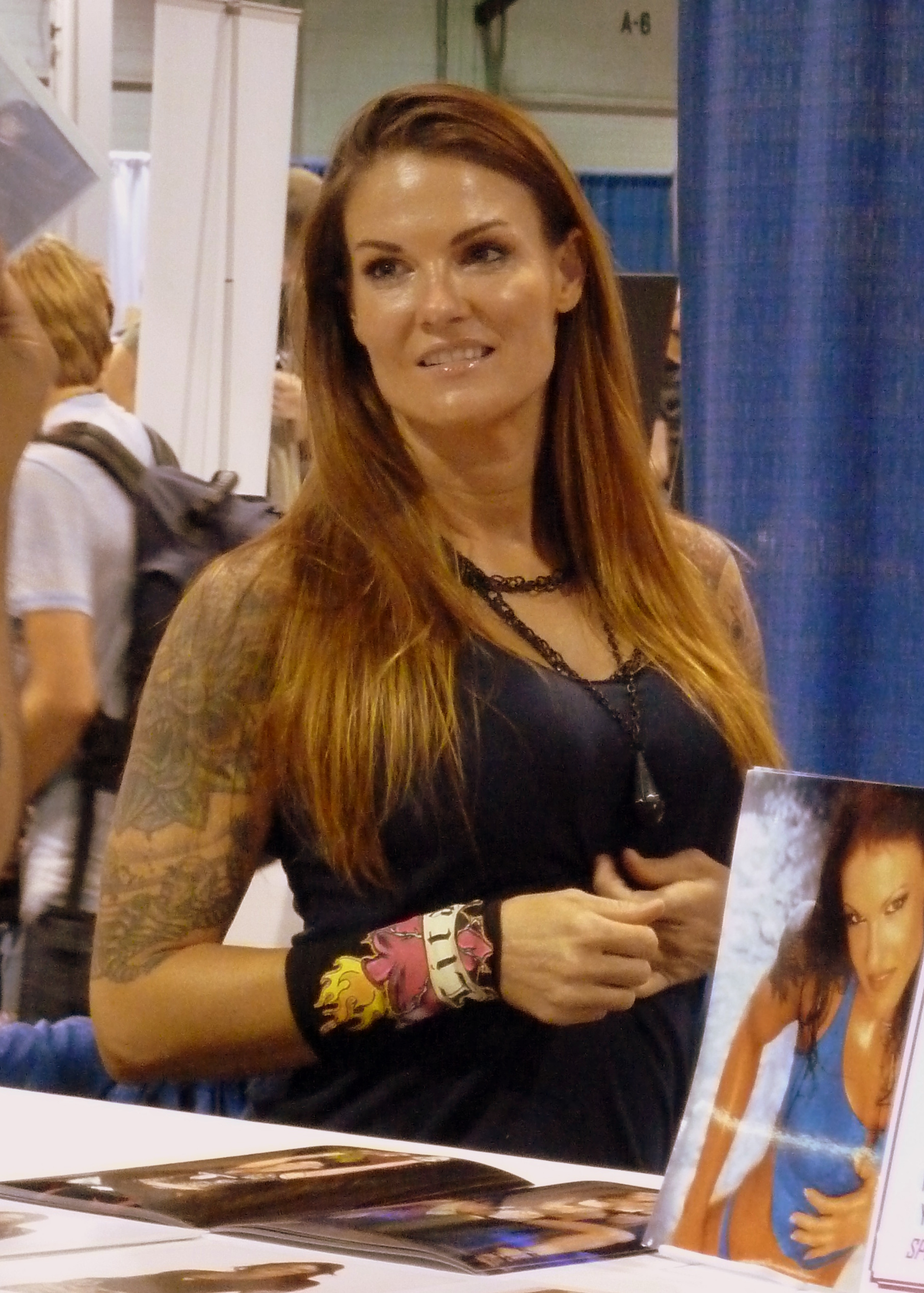
Amy Dumas (2012)

Bei der 15-jährigen Jubiläumsausgabe von RAW im Januar 2007 absolvierte Dumas einen Gastauftritt. Weitere Gastauftritte hatte sie bei der Raw-Ausgabe am 1. November 2010 mit Pee Wee Herman, am 12. Dezember 2011 sowie am 23. Juli 2012 in der 1000. Ausgabe von RAW. Sie ist seit 2016 Kommentatorin von RAW Live Pre-Show und Smackdown Live Pre-Show. Am 5. April 2014 wurde Dumas in die WWE Hall of Fame aufgenommen. 2018 nahm sie im Zuge des Royal Rumble an der ersten Battle Royal der Frauen teil. Am 19. Februar 2022 bestritt sie beim WWE Elimination Chamber (2022) ein Match um die Raw Women’s Championship gegen Becky Lynch, dieses verlor sie jedoch.
Am 27. Februar 2023 gewann sie zusammen mit Becky Lynch, die WWE Women’s Tag Team Championship hierfür besiegten sie Dakota Kai und Iyo Sky. Die Regentschaft hielt 42 Tage, sie verloren die Titel am 10. April 2023 an Liv Morgan und Raquel Rodriguez, wobei Lita von Trish Stratus ersetzt wurde, da Lita zuvor von Unbekannten attackiert worden war.

## Titel und Erfolge
World Wrestling Entertainment
- 4× WWE Women’s Championship
- 1× WWE Women’s Tag Team Championship (mit Becky Lynch)
- Aufnahme in die WWE Hall of Fame (2014)

Maryland Championship Wrestling
- Aufnahme in die Hall of Fame von Maryland Championship Wrestling[4]

Pro Wrestling Report
- Diva des Jahres (2006)

## Filmographie
- 2002: Dark Angel (eine Folge)